# Obština Jablanica
Obština Jablanica (bulharsky Община Ябланица) je bulharská jednotka územní samosprávy v Lovečské oblasti. Leží ve středním Bulharsku na severních svazích Staré planiny a v Předbalkánu. Sídlem obštiny je město Jablanica, kromě něj zahrnuje obština 8 vesnic. Žije zde necelých 6 tisíc stálých obyvatel.

## Sídla
- Batulci
- Brestnica[p 1]
- Dăbravata
- Dobrevci[p 1]
- Goljama Brestnica
- Jablanica[p 2] (sídlo správy)
- Malăk Izvor
- Orešene
- Zlatna Panega[p 1]

## Sousední obštiny
| Růžice kompasu | Roman             |  | Lukovit | Růžice kompasu |
| Růžice kompasu | Sever             |  |         | Růžice kompasu |
| Růžice kompasu | Obština Jablanica |  |         | Růžice kompasu |
| Růžice kompasu | Jih               |  |         | Růžice kompasu |
| Růžice kompasu | Pravec            |  | Teteven | Růžice kompasu |

## Obyvatelstvo
V obštině žije 6 087 obyvatel a je zde trvale hlášeno 5 997 obyvatel. Podle sčítání 7. září 2021 bylo národnostní složení následující:
- Bulhaři: 4 056 (78.3 %)
- Romové: 1 096 (21.2 %)
- Turci: 10 (0.2 %)
- ostatní: 18 (0.3 %)

V období 2011 až 2021 v obštině ubylo 578 obyvatel.